# Ussuriysk
Ussuriysk (tiếng Nga: Уссурийск) là một thành phố Nga. Thành phố này thuộc chủ thể Primorsky. Thành phố có dân số 157.759 người (theo điều tra dân số năm 2002). Đây là thành phố lớn thứ 109 của Nga theo dân số năm 2002.